# Tabanus honestus
Tabanus honestus är en tvåvingeart som beskrevs av Walker 1850. Tabanus honestus ingår i släktet Tabanus och familjen bromsar. Inga underarter finns listade i Catalogue of Life.